# 베니토 무솔리니
베니토 안드레아 아밀카레 무솔리니(이탈리아어: Benito Andrea Amilcare Mussolini, 문화어: 베니또 무쏠리니, 1883년 7월 29일 ~ 1945년 4월 28일)는 파시즘을 주도한 이탈리아의 정치인이다. 국가 파시스트당을 창당하였고 1922년 이후 이탈리아 왕국의 총리였다. 1925년부터 무솔리니는 최고통치자를 뜻하는 두체(Duce)라는 칭호를 사용하였다. 1936년 이후 무솔리니의 공식 칭호는 "정부 수반이자 파시즘의 두체이며 제국의 설립자이신 불세출의 베니토 무솔리니"였다. 또한 무솔리니는 스스로 제국 제일 원수 계급을 제정하고 국왕 비토리오 에마누엘레 3세와 함께 이 칭호를 사용하여 이탈리아 군의 통수권을 행사하였다. 1943년 연합국에 패배한 후 도주하여 망명 정부인 이탈리아 사회주의 공화국을 세우고 그 수반이 되었다.
무솔리니는 국가주의, 협동조합주의, 생디칼리즘, 팽창주의, 사회진화론, 반공주의와 같은 다양한 정치 이념들을 조합하여 이탈리아 파시즘을 만들었다. 그는 공산주의자들의 체제 전복 시도를 막기 위한 검열의 필요성을 선전하였다.
1924년부터 1939년까지 무솔리니는 폰티네 습지의 개간과 같은 공공사업과 대중교통을 위한 기반시설 확충 등을 통해 일자리를 늘리고 경제를 성장시키는 성과를 보였으며 이탈리아 제국 전반의 경제적 안정을 실현하였다. 또한 라테라노 조약을 통해 로마 문제라 불리던 로마와 바티칸 시국 사이의 문제를 해결하였다. 이와 같은 업적으로 무솔리니는 대중적 지지를 확보할 수 있었다.
무솔리니는 1935년 독일을 견제하기 위한 프랑스-이탈리아 조약을 체결하는 등 프랑스에 우호적인 입장을 보였으나, 1940년에 들어 외교적 위치를 바꾸어 추축국의 일원이 되었다. 추축국의 일원으로 제2차 세계대전을 일으켰고 1943년 연합국에 패배한 뒤 도주하여 망명정부를 세웠으나 1945년 공산주의 파르티잔에게 체포되어 총살되었다.

## 초기 경력

### 어린 시절

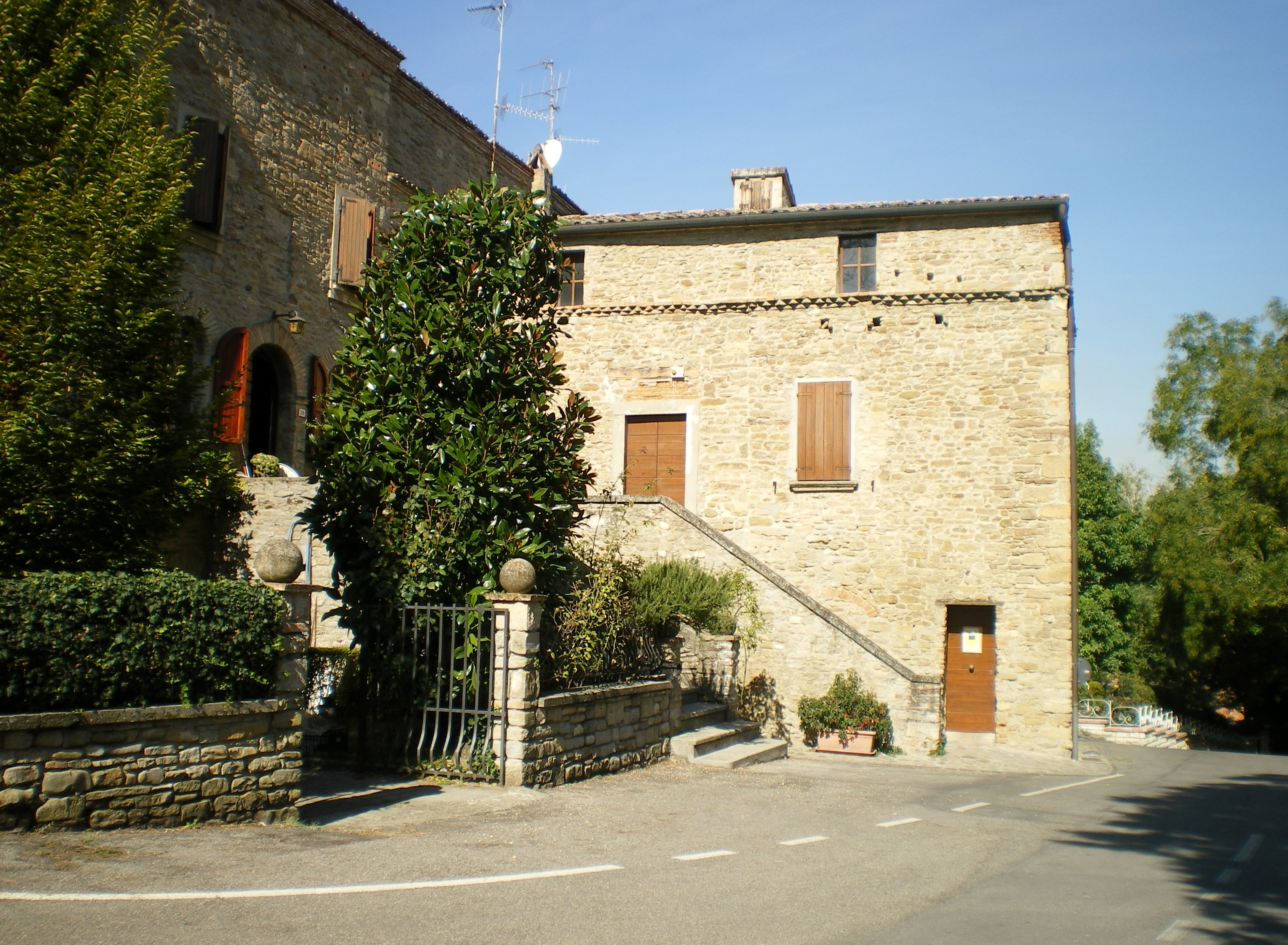
베니토 무솔리니의 생가

무솔리니는 1883년 포를리 인근의 작은 마을인 프레다피오에서 태어났다. 파시스트 집권 기간 동안 프레다피오는 "두체의 고향", 포를리는 "두체의 도시"로 불렸다. 무솔리니의 아버지 알레산드로 무솔리니는 대장장이이자 아나키즘 활동가였다. 그의 어머니 로사는 독실한 로마 가톨릭 신자로 교사였다. 알레산드로는 자신의 신념에 따라 혁명가들의 이름을 아들의 이름으로 삼았다. 첫 번째 이름인 베니토는 멕시코의 혁명가이자 대통령이었던 베니토 후아레스를, 가운데 이름인 안드레아와 아밀카레는 이탈리아 사회주의자였던 안드레아 코스타와 아밀카레 치프리아니를 기린 것이었다. 베니토 무솔리니는 세 명의 형제 가운데 장남이었다.
어린 시절 무솔리니는 아버지의 대장일을 거들며 지냈다. 이 과정에서 무솔리니는 아버지의 정치적 이념에 영향을 받았다. 알레산드로는 기본적으로 사회주의와 공화제를 지지하였으나 국가주의적인 경향을 보였다. 그는 오스트리아-헝가리 제국의 치하에 있는 이탈리아인들의 저항을 지지했으며 국제 노동자 협회에 동의하지 않았다. 이러한 아버지의 영향으로 무솔리니는 당시 대다수의 이탈리아인들이 유아 세례를 받았던 것과는 달리 생애 대부분의 기간 동안 세례를 받지 않았다. 그의 어머니는 무솔리니를 청소년 사목자 돈 보스코 신부의 업적을 이어받은 돈보스코 수도회가 운영하는 기숙학교에 입학시켰다. 무솔리니는 미사 후에 학교 건물에 돌을 던지거나 다른 학생에게 폭력을 휘두르고 교사에게 잉크병을 던지는 등 반항적인 학생이었으며 결국 얼마 지나지 않아 퇴학당하였다. 그러나 새 학교에 입학한 뒤 무솔리니는 우수한 학업 성적을 보였고 1901년 우등생으로 졸업하였다.

### 병역 기피와 군복무
1902년 무솔리니는 병역을 기피하기 위해 스위스로 이민하였다. 그는 제네바에서 잠시 석공일을 하기도 하였으나 대부분의 체류기간 동안 특정한 거처없이 방랑하였고 이 때문에 체포되어 하룻밤을 구치소에서 보내기도 하였다. 무솔리니는 스위스에 머무르는 동안 간단한 프랑스어와 독일어를 익혔다.
이 기간 동안 무솔리니는 프리드리히 니체, 생디칼리스트인 조르주 소렐, 사회학자 빌프레도 파레토 등의 사상에 영향을 받았다. 후일 무솔리니는 마르크스주의자 샤를 페기와 프랑스 생디칼리스트 위베르 라가르디유의 사상에서도 많은 영향을 받았다. 무솔리니는 특히 자유민주주의와 자본주의를 전복하기 위해서는 총파업, 폭력과 같은 직접행동의 사용과 마키아벨리즘이 필연적이라는 소렐의 주장에 크게 동조하였다. 한편 무솔리니는 스위스에 있는 동안 그 곳에 망명해 있던 안젤리카 발라바노프, 블라디미르 레닌과 같은 러시아 마르크스주의 혁명가들과도 만났다. 이 무렵 무솔리니는 사회주의자였다.
1904년 스위스는 무솔리니를 이탈리아로 추방하였다. 이탈리아 정부는 무솔리니가 군입대를 자원하자 병역 기피에 대한 처벌을 면제하여 주었다. 무솔리니는 1905년부터 1906년까지 2년간 군복무를 치르고 제대하였다.

### 사회주의자
1908년 2월 무솔리니는 당시 오스트리아-헝가리 제국의 통치하에 있었던 트렌토로 가서 노동당 서기가 되었으며, 지역 사회주의당의 당원으로 가입하고 지역 정치 신문 《라보니레 델 라보라토레》(이탈리아어: L'Avvenire del Lavoratore, 노동자의 미래)의 편집진이 되었다. 1910년 무솔리니는 밀라노에서 잠시 채류하며 활동 보고를 끝낸 뒤 고향인 포를리로 돌아가 주간지 《로타 디 클라세》(이탈리아어: Lotta di classe, 계급 투쟁)의 편집진이 되었다. 이 기간에 무솔리니는 급진적인 잡지 《라 보체》(이탈리아어: La Voce, 목소리)에 〈사회주의자의 시각으로 본 트렌토〉(이탈리아어: Il Trentino veduto da un Socialista)을 기고하였다. 그는 반기독교운동을 내세운 소설 《추기경의 애인》을 상티 코르바야와 함께 집필하여 1910년 《일 트렌토》에 발표하였다. 후일 무솔리니는 교황청과 화해하였다.
1910년 이후 무솔리니는 이탈리아에서 사회주의 운동가로 널리 알려지게 되었다. 1911년 무솔리니는 이탈리아가 리비아의 수도 트리폴리를 점령한 것을 "제국주의 전쟁"으로 규정하고 이를 규탄하였다. 이로 인해 그는 5개월의 징역형을 받았다. 석방된 뒤 무솔리니는 이탈리아 사회당 내에서 전쟁을 지지한 "수정주의자" 이바노에 보노미, 레오니다 비솔라티 등과의 정쟁에서 승리하였고 사회당의 기관지 《아반티!》(이탈리아어: Avanti!, 전진!)의 편집장이 되었다. 무솔리니는 2만명에 불과하던 기관지의 독자를 10만명으로 늘렸다.
1913년 무솔리니는 얀 후스의 전기 《진정한 예언자, 얀 후스》를 출간하였다. 무솔리니의 사회주의 활동은 정부 기관의 주목을 받았으며 밀라노의 치안감 G. 가스티는 그에 대한 내사 자료를 작성하여 보고하였다.

### 사회주의와 결별하다
당시 정부의 내사자료에서는 무솔리니를 다음과 같이 평가하고 있다.
| “ | 무솔리니에 대해 - 베니토 무솔리니, 38세. 혁명적 사회주의자로 경찰 조사를 받은 바 있음. 2급 초등 교사이자 체세나, 프롤리, 레베나 지역 사회당의 제1서기. 1912년부터 비타협적 폭력 투쟁을 지향하는 《아반티!》의 편집장을 역임. 1914년 10월, 국가의 전쟁에 중립적인 태도를 표방하는 이탈리아 사회당의 당론에 맞서 당월 20일 편집장을 사퇴함. 동년 11월 15일 《일 포폴로 디탈리아》(이탈리아어: Il Popolo d'Italia, 이탈리아 민중)를 창간하여 전쟁을 "중부 제국의 침략행위"로 규정하는 글을 기고함. 이로 인해 사회당에서 제명되었으나 광장에서 시위를 선동하고 폭력을 조장하는 글을 동 신문에 지속적으로 게재.... | ” |
|   | — 《지중해의 파시즘(1970)》에서 재인용 |   |

이 내사자료는 요약문에서 무솔리니가 사회당과 결별한 것을 다음과 같이 묘사하고 있다.
| “ | 무솔리니는 사회주의자로서 《아반티!》의 탁월한 편집장이었다. 편집장으로 있는 동안 그는 매우 큰 존경을 받으며 칭송되었다. 그를 따랐던 동료들은 여전히 무솔리니야말로 프롤레타리아의 정신을 가장 잘 이해하였던 사람이라 여기고 있으며 그의 변절에 낙담하여 있다. 무솔리니의 전향은 개인적 이익이나 돈때문이 아니다. 그는 성실하고 열렬한 불침번이었다. 전쟁 후반기에도 그는 여전히 자신이 하는 모든 행위, 즉 신문과 프로그램의 판매, 행동 양식 등이 그의 명예를 실추시킨 바 없다고 믿었다. 이것이 그의 기본적인 행동 양식이다. 그가 왜 자신의 정치적 입장을 변경했는지를 밝히기는 어렵다. …… 그는 언제나 사회주의자이고자 했으며, 스스로도 자신의 전향은 어쩌다보니 그렇게 된 것이라고 농담삼아 말했다. | ” |
|   | — 《지중해의 파시즘(1970)》에서 재인용 |   |

### 1차 세계 대전

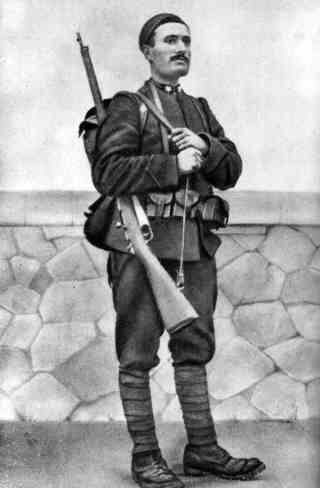
1917년 군복무 시절의 무솔리니

베니토 무솔리니는 실지 회복주의자 체사레 바티스티와 연대하는 정치가로 변모하였다. 제1차 세계대전이 일어나자 무솔리니는 바티스티와 같이 참전하였다. 정부의 내사자료에 따르면 "무솔리니는 전장에서 수류탄 폭발로 인해 중상을 입었다." 무솔리니는 후일 자서전에서 자신이 9개월 동안 전선에서 복무했으며 그동안 장티푸스를 앓았다고 진술하였다. 그는 폭발로 인해 몸에 40여개의 파편이 박히는 중상을 입고 전역하였다. 1917년 8월 병상에서 전역한 무솔리니는 《일 포폴로 디탈리아》의 편집장으로 복귀하였다. 그는 자신의 신문에 이탈리아 체코슬로바키아 군단에 대한 글을 실었다.
한편 1915년 12월 25일 무솔리니는 라첼레 귀디와 결혼하였다. 그녀는 프롤리 시절부터 무솔리니와 동거하였으며 1910년에 이미 딸 에다를 낳았다. 무솔리니는 트렌토 인근의 소프라몬테 출신의 여성 이다 달세르와도 내연의 관계에 있었으며 이들 사이에서 태어난 아들이 있었다. 무솔리니는 1916년 1월 16일이 되어서야 자신의 아들을 법적으로 인정하였다.

## 파시즘의 수립
연합국의 일원으로 제1차 세계대전에 참전한 무솔리니는 전후 사회주의는 실패한 이론이라 단정지었다. 그는 영국의 정치가 사무엘 호르의 도움으로 영국 정보부서 MI5로부터 주당 100£의 보조금을 받으며 정치 활동을 재개하였다. 1918년 초 무솔리니는 이탈리아의 재건을 위해 "모든 문제점을 일거에 일소하기에" 반드시 필요한 사람으로 떠올랐다. 무솔리니는 "사회주의 이론은 죽었다. 남은 것은 원한뿐이다."라고 주장하였다. 이 발언은 무솔리니가 남긴 말 가운데 가장 유명한 것이 되었다. 1919년 3월 23일 무솔리니는 밀라노에서 200여명으로 구성된 최초의 파쇼 《일 파르시 이탈리아니 디 콤바티멘토》(이탈리아어: Il Fasci Italiani di Combattimento, 이탈리아 투쟁 결사 )를 창립하였다.
파시즘은 태동 당시부터 모든 사회 계급의 구분과 계급 투쟁을 부정하였다. 국가의 강력한 통합과 계급 갈등에 대한 혐오, 그리고 무엇보다 과거의 찬란한 로마 제국의 부흥을 염원하던 이탈리아의 국가주의자들은 즉각적으로 파시즘을 지지하였다. 파시즘은 여러 이념을 끌어들여 자신들의 것으로 재조합하였다. 프리드리히 니체, 조르주 소렐 등과 함께 사회학자이자 경제학자였던 빌프레도 파레토의 이론이 인용되었다. 또한 무솔리니는 플라톤의 저서 《국가》에서 많은 영감을 받았다. 무솔리니는 플라톤의 저서에서 수많은 파시즘의 기본 원리를 가져왔는데 엘리트에 의한 국가 지배, 민주주의에 대한 반대, 계급 질서의 보호와 계급간 협동의 강조, 평등에 대한 반대, 전사 계급의 창설에 의한 국가의 병영화, 국가에 대한 의무가 우선되어야 한다는 이념, 그리고 교육에 의해 미래의 지도자와 전사들이 육성되어야 한다는 생각 등이 그것이다. 그러나, 실제 플라톤의 이론은 파시즘의 침략 전쟁 정당화와는 달리 방어적인 전쟁만을 인정한다는 점과 무솔리니의 파시즘이 정치적인 목적의 달성을 최우선 과제로 삼는 것과 달리 정의와 도덕의 실현을 중시한다는 점에서 파시즘보다는 초기 공산주의 이론에 가깝다.
무솔리니와 파시스트는 혁명가와 전통적 보수주의자의 모습을 동시에 지니고 있었다. 당시는 이러한 특징을 보이는 파시즘과 비슷한 정치 이념이 없었기 때문에, 파시즘은 종종 "제3의 길"이라 불렸다. 파시스트의 일원이자 무솔리니의 측근이었던 디노 그란디는 제1차 세계대전에 참전하였던 예비역 병사들을 중심으로 추종자들을 모아 검은 셔츠단을 만들었다. 검은 셔츠단은 파시스트가 이탈리아의 권력을 획득하기 위해 거리에서 행동에 나서는 준군사조직으로서 활동하였다. 검은셔츠단은 거리를 행진하며 공산주의자, 사회주의자, 아나키스트와 같은 정치적 반대 세력뿐만 아니라 자신들의 앞을 방해하는 누구에게나 린치를 가하였다. 공산주의 혁명을 두려워하던 정부는 검은 셔츠단의 이러한 폭력을 수수방관하였다. 파시즘은 급격히 세를 늘려갔으며 2년 만인 1921년 로마에서 《국가 파시스트당》(이탈리아어: Partito Nazionale Fascista)을 창당하였다. 같은 해 무솔리니는 이탈리아 의회의 의원으로 선출되었다. 한편 무솔리니는 1911년부터 1938년까지 유대인 작가이자 정치가였던 마게리타 사르파티와 함께 일했는데 이 때문에 그녀는 "파시즘의 유대인 어머니"라 불린다.

## 로마 진군과 집권

### 로마 진군

로마로 진군하는 검은 셔츠단

1922년 10월 27일에서부터 29일까지 무솔리니와 《국가 파시스트당》은 로마 진군을 감행하였다. 검은 셔츠단을 앞세운 이 쿠데타로 인해 총리 루이기 파크타는 실각하였다. 10월 28일 비토리오 에마누엘레 3세는 무솔리니의 권력획득을 인정하였다. 무솔리니는 군부, 자본가, 그리고 우익의 지지를 등에 업고 총리가 되었다.
총리가 된 첫해 무솔리니는 우익 연정 내각을 구성하였다. 이 연정에는 이탈리아 보수 세력이 망라되어 있었는데 파시스트, 국가주의자, 우익 자유주의자뿐만 아니라 가톨릭 신자이자 이탈리아 인민당 소속이었던 두 명의 장관도 포함되어 있었다. 연정 내에서 파시스트 자체는 소수에 불과하였다. 무솔리니의 정치적 목적은 그가 이탈리아의 두체가 되는 것과 실지 회복주의 정책의 실현이었다. 그의 동생 아말도가 새로운 편집장이 된 파시스트당의 기관지 《일 포폴로》는 이를 지속적으로 선전하였다. 일년 뒤 무솔리니는 마침내 당시 이탈리아 헌법이 인정하고 있던 독재자의 지위를 합법적으로 획득할 수 있었다. 그는 국가의 주권을 자신에게 귀속시켰으며 1923년 파쇼 조직인 《일 파르시 이탈리아니 디 콤바티멘토》를 무장시켜 《국가안보 의용군》(이탈리아어: Milizia Volontaria per la Sicurezza Nazionale)로 전환하였다. 한편 무솔리니는 국유지 불하, 임대법의 완화, 노동조합 해산과 같은 일련의 법안을 통과시켜 부유한 상공업자와 지주 계급의 이익을 보장하여 주었다.
1923년 무솔리니는 케르키라섬(코르푸섬)을 침공하여 코르푸 사건을 일으켰다. 국제 연맹은 이미 이름뿐이었기 때문에 그리스는 이탈리아에게 굴복할 수밖에 없었다.

### 아체르보 법
1923년 6월 아체르보 법이 통과되었다. 이 법안은 이탈리아 전역을 단일 선거구로 하고 의회 의석의 3분의 2를 총선에서 25% 이상의 지지를 획득한 정당에게만 배분하는 내용을 골자로 한 것이었다. 1924년 4월 6일 아체르보 법에 의한 첫 총선이 열렸다. 파시스트당을 중심으로한 "국가 동맹"은 64%의 지지를 획득하였으나 이는 선거 기간 중 파시스트의 폭력과 협박이 난무한 가운데 얻어낸 것이었다. 이러한 파시스트의 폭력은 특히 이탈리아 남부에서 극심하였다.

### 검은 셔츠단의 폭력
무솔리니 집권하에서 사회주의 정치인에 대한 암살이 자행되었는데 불법적인 총선의 무효를 주장하여 무솔리니 정부를 자극한 자코모 마테오티가 대표 사례다. 마테오티를 살해한 자는 검은 셔츠단 소속의 아메리고 두미니였으며 암살이 발생하자 무솔리니에게 즉각 보고되었다. 무솔리니는 마테오티의 시신을 집 밖에 세워둔 마테오티의 자동차로 옮기고 사건을 은폐하였다. 두미니는 단지 이틀간 구류되었을뿐 별 다른 처벌을 받지 않았다. 두미니가 사건 후 15년간 파시스트 측으로부터 금전 지원을 받았다는 사실은 무솔리니가 이 암살에 관여되었다는 것을 방증한다.
사회주의자, 자유주의자, 중도파 등 약체가 된 야당은 국왕 빅토리오 에마누엘레 3세가 무솔리니를 불신임하리라는 희망을 갖고 국회 등원을 거부하였다. 이러한 야권 연대는 공산당의 안토니오 그람시, 사회당의 피에트로 네니, 자유당의 피에로 고베티와 지오바니 아멘돌라에 의해 주도되었으며 대중적인 반파쇼 운동을 이끌어내었다. 국왕은 검은 셔츠단의 폭력에 대한 공포에 사로잡혀 무솔리니가 집무실을 떠나지 못하도록 붙들어 두었다. 무솔리니는 아무런 제지없이 반대파를 쓸어버릴 법안을 통과시킬 수 있다는 것을 잘 알고 있었기 때문이다. 결국 검은 셔츠단의 마테오티 암살은 반대의 목소리를 잠재우기에 충분한 것이었다.
1924년 검은 셔츠단은 집회를 갖고 무솔리니에게 그의 모든 반대자가 붕괴되었음을 보고하였다. 무솔리니는 자신의 무력을 과시하며 모든 민주주의의 덫을 치워버렸다고 선언하였다. 1925년 1월 3일 무솔리니는 의사당 앞에서 검은셔츠단의 모든 폭력은 자신이 책임질 것이며 반대파는 붕괴될 것이라는 흉폭한 연설을 하였다. 그러나 이 자리에서 마테오티의 암살에 대해서는 일절 언급하지 않았다.
이러한 과정을 거치면서 파시즘은 모든 계급이 일치단결하는 협동주의와 실지 회복주의, 민족주의, 반공주의, 반자본주의, 반자유주의, 국가주의와 같은 이념을 혼합한 이른바 "제3의 대안"을 표방하였다. 중앙집권적 권력과 공업화를 앞세운 이탈리아 파시즘은 로마 제국의 영광과 유토피아를 약속하였다.

## 독재 체제의 구축

### 암살 미수
무솔리니의 선전이 모든 이탈리아인에게 받아들여진 것은 아니다. 무솔리니에 대한 몇 차례의 암살 기도가 있었으나 실패하였다. 1926년 4월 7일 아일랜드 여성 바이올렛 깁슨은 무솔리니의 "코에 약간의 상처를 입혔다". 10월 31일에는 볼로냐에서 15살 된 소년 안테오 잠보니가 무솔리니를 향하여 발포한 적도 있었다. 아나키스트 기노 루체티 역시 무솔리니의 암살을 기도하였으나 실패하였다. 미국인 아나키스트 마이클 시루도 무솔리니를 암살하려다 발각되어 처형당하였다. 1938년에는 반파쇼 그룹인 TIGR의 회원이 카바리드에서 무솔리니를 암살하고자 하였으나 실패하였다.

### 경찰 국가

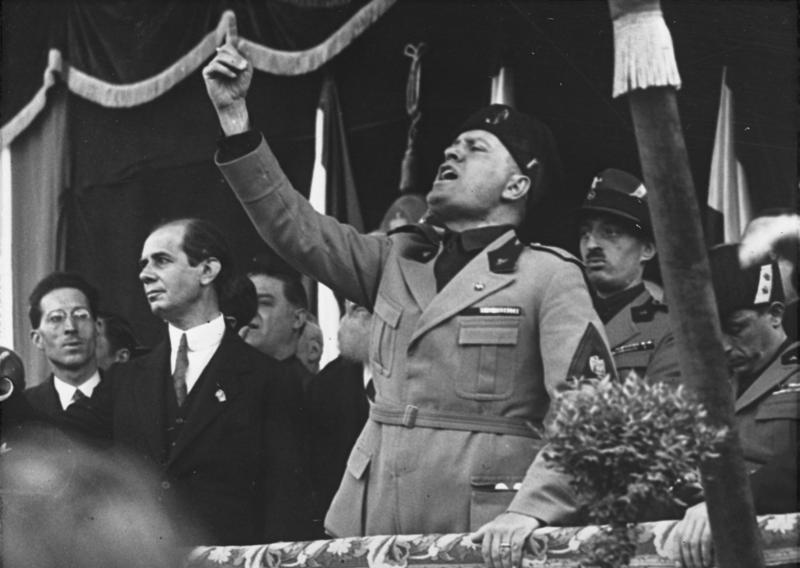
권력을 잡은 무솔리니는 공식 석상에 군복차림으로 등장하기 시작하였다.

1922년 이후 무솔리니는 권력을 독점하기 시작하였다. 건축, 외교, 식민지, 기업, 방위 등 많은 부서의 장관을 겸직하여 많을 때에는 총리업무를 포함하여 7개 부서의 장관을 겸직하기도 하였다. 그는 또한 파시스트당의 영수이자 반대파를 탄압하기 위한 준군사조직인 검은 셔츠단의 지도자였다. 한편 무솔리니는 비밀경찰 조직인 반파쇼 분자 진압을 위한 조직(이탈리아어: Organizzazione per la Vigilanza e la Repressione dell'Antifascismo, OVRA)를 창설하였다. 무솔리니는 이러한 철권통치로 자신의 반대 세력을 철저히 탄압하여 권력을 유지하였다.
1925년부터 1927년 사이 무솔리니는 자신의 권력을 휘두르는 데 방해가 되는 모든 거추장스러운 헌법 조항들을 폐기하고 이탈리아를 경찰국가로 변모시켰다. 1925년 크리스마스 이브에 통과된 법에 따라 무솔리니는 공식적으로 "행정 수반"이자 "국가 원수"가 되었다. 이로써 그는 더 이상 의회의 동의를 기다릴 필요없이 국왕을 끌어내릴 수 있었다. 또한 이 법에 따라 지방자치는 폐지되었으며 이탈리아 상원 역시 해산되었다.
1928년에는 무솔리니의 파시스트당을 제외한 모든 정당 활동이 금지되었다. 같은 해 이탈리아 의회가 해산되고 파시즘 대의회가 그 자리를 대신하였다. 파시즘 대의회는 이미 5년 전 조직되어 있었으나 헌법 기구로 격상되어 국가 주권을 대표하게 되었다. 법률상으로는 파시즘 대의회에 무솔리니의 업무를 정지시킬 권리가 있었고 이론적으로는 탄핵도 가능하였다. 그러나 실제로는 무솔리니만이 파시즘 대의회를 소집하고 안건을 제출할 수 있었다. 무솔리니는 시칠리아와 같은 남부 지역의 통치를 위해 체사레 모리를 팔레르모의 지사로 임명하였으며 어떠한 대가를 치르더라도 마피아의 뿌리를 뽑으라고 명령하였다.
| “ | 전권을 부여받은 당신의 지위를 이용하여 국가의 주권을 확립할 것. 다시 반복함. 시칠리아에 국가의 주권을 확고히 재수립할 것. 법률상 제약이 있다는 것은 이유가 될 수 없음. 필요하다면 법을 새로 만들 것임. | ” |
|   | — 무솔리니 |   |

모리는 마을들을 포위하고 용의자를 고문하였을 뿐만 아니라 여성과 아이들을 인질로 잡고 자백을 강요하였다. 이러한 방법으로 인해 모리는 "강철 지사"란 별명을 얻었다. 그러나 모리는 1927년 마피아와 결탁하였다는 증거가 드러나 1929년 해임되었다. 그럼에도 불구하고 무솔리니는 파시스트가 마피아를 근절시켰다고 선전하였고 모리를 상원 의원으로 격상시켰다.

### 경제 정책

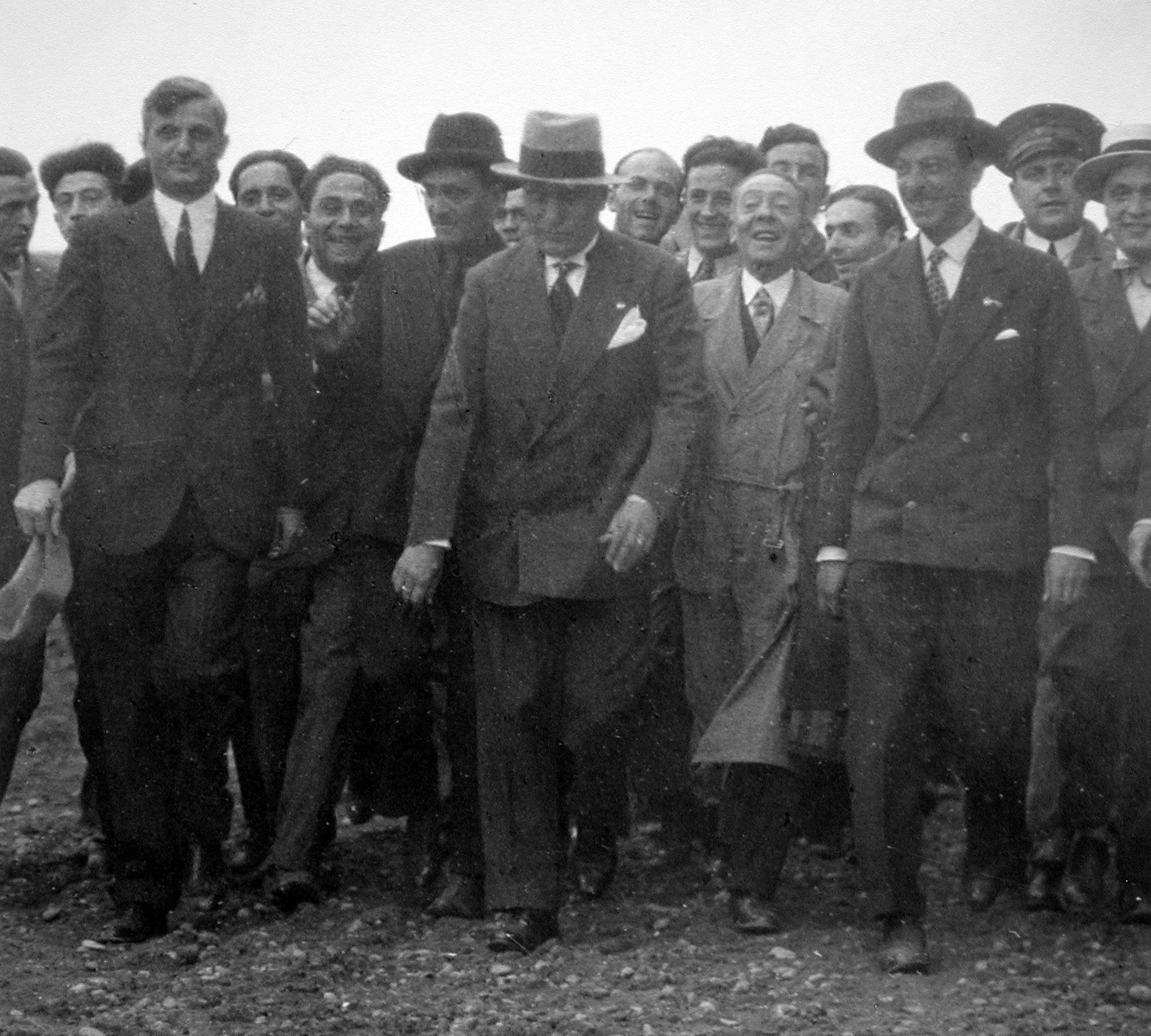
알파 로메오 공장을 방문한 무솔리니

무솔리니는 대규모 공공 토목 사업과 전시 경제 체계를 기반으로한 국가주도 공업화를 통해 완전고용 수준으로 실업률을 낮추었다. 무솔리니는 또한 녹색혁명에 상응하는 이른바 "곡물 전투"를 독려하여 5천여 개소의 농장을 건립하고 폰티네 습지를 개간하여 다섯 곳의 "새마을"을 지었다. 사르데냐 아르보레아에 지어진 새마을은 옛 지명을 버리고 무솔리니아란 이름이 붙었다. 이 마을을 시작으로 무솔리니는 이탈리아 전역에 새로운 농촌 마을을 만들어 갔다. 이 계획의 결과 다른 경제 작물의 재배량은 줄고 농업이 곡물에 집중되었다. 또한 비효율적인 교통망의 확충과 농민에 대한 보조금의 과다 지급으로 국가의 부채가 증가하였다.
무솔리니는 1928년 "토지 전투"를 선언하고 광범위한 간척 사업을 전개하였다. 폰티네 습지의 개간과 간척 사업은 농업 정책의 가장 중요한 성과 가운데 하나로 치부되었으며 실업률의 개선과 함께 파시즘의 성과로서 선전되었다. 그러나 이를 위해 최소 1만명 이상의 농민이 이주하여야 하였다. 또한 1940년에 이르러 결국 "곡물 전투"와 "토지 전투" 정책은 폐기되었고 폰티네 습지는 제2차 세계대전 중에 다시 늪이 되었다.
경기후퇴가 닥치자 무솔리니는 "조국의 금" 운동을 개시하였다. 이 운동은 목걸이나 반지 등에 사용된 금과 보석을 국가에 헌납하면 "조국의 금"이라는 글귀가 새겨진 철제 팔찌를 나눠주는 것이었다. 무솔리니의 부인이었던 라첼레 무솔리니 역시 자신의 결혼 반지를 헌납하였다. 모인 금은 금괴로 만들어 국립 은행에 비축하였다.
1935년 무솔리니는 기업에 대한 국유화를 추진하여 같은 해 모든 은행을 포함한 이탈리아 내 기업의 4분의 3이 국유화되었다. 또한 개인은 자신이 보유한 외국 기업의 주식을 국가에 납부하여야만 하였다. 1938년부터는 정부의 가격 통제를 실시하였다. 그는 독일을 제외한 모든 외국과의 무역을 단절함으로써 이탈리아를 자급자족 경제 체계로 만들었다.
무솔리니는 1943년 베로나 대회를 통해 파시스트 경제적 사회화 이론을 발표하였다.

### 통치

연설하는 무솔리니

이탈리아의 독재자로서 무솔리니는 선전을 활용하여 이탈리아인들의 복종을 얻었다. 그의 통치 기간 전반에 걸쳐 이탈리아에서는 집 안과 거리 어디에서든 무솔리니의 교시를 접할 수 있었다. 정교하게 제작된 언론, 교육, 영화 등은 "파시즘이야말로 자유주의와 민주주의를 대신하는 20세기의 절대 이념"이라고 한 목소리를 내었다. 1932년 지오나니 젠텔레가 파시즘 이론을 집대성 한 《이탈리아 백과사전》을 무솔리니의 재가를 받아 출간하였다.
1929년 무솔리니는 바티칸 시국과 라테란 조약을 맺고 국경 문제를 해결하였다. 이 보다 2년 전인 1927년 무솔리니는 세례를 받아 로마 가톨릭교회에 화해의 신호를 보냈다. 무솔리니의 반공주의는 많은 가톨릭 신도로부터 지지를 받고 있었으나 1929년 교황 비오 11세는 파시즘이 교회법에 어긋난다는 교서를 반포하여 파시즘과 대립하였다.
의원내각제를 기반으로 한 법전은 무솔리니에 의해 편찬되었다. 파시즘 법률은 각급 학교와 대학의 모든 학생과 교사가 파쇼 체제에 대한 충성을 맹세하도록 규정하고 있다. 모든 신문의 편집장은 파시스트 당원 언론인 가운데 무솔리니가 직접 엄선하였다. 그러나 이러한 인사는 철저히 비밀에 붙여졌으며 무솔리니는 "자유 언론"이 계속하여 존재하는 것처럼 가장하였다. 모든 노동조합은 해체되었으며 협동주의에 입각한 국가 조직으로 재편성되었다. 이는 결국 모든 이탈리아인들이 중세 유럽의 길드와 같은 국가가 관리하는 직능조합에 가입되어야 하는 것을 의미하였다.
국가 재정의 상당수는 공공 토목사업과 SS 렉스, 블루 리번드와 같은 해운사를 위해 배당되었다. 또한 이탈로 발보를 위해 세계에서 가장 빠른 수상비행기 마치 M.C.72를 개발하는 데에도 큰돈이 들었다.

### 교육과 청소년 단체

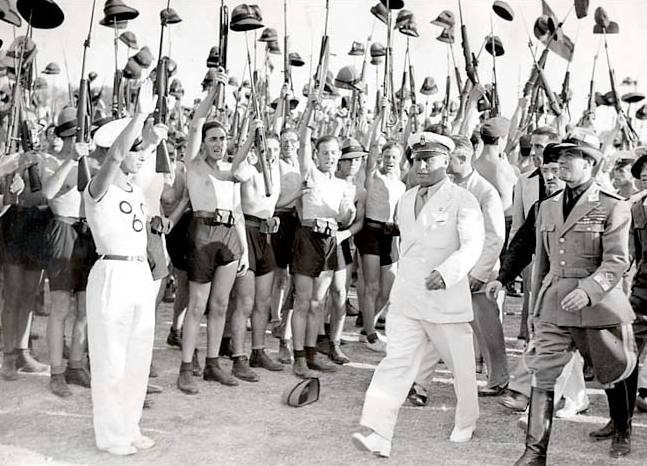
청소년 단체 수련회에 참석한 무솔리니

1차 대전이후 이탈리아의 국가주의자들은 자유주의에 대한 반대 못지 않게 지오바니 기올리티와 같은 총리 시기 만들어진 이탈리아 교육 제도에 대해 반대하여왔다. 이른바 미래주의는 파시즘을 옹호하는 문화 운동이었다. 미래주의의 지도자 필리포 토마소 마리네티는 1919년 "학교란 육체의 단련과 애국주의의 고양을 위해 존재하는 곳"이라 주장하면서, 교육이란 모름지기 1차 대전 중 이탈리아 강습 부대였던 아르디티의 훈련 과정과 같이 손과 발로는 기관총의 사격술을 익히면서 두 눈 똑바로 뜨고 적들의 머리가 가늠쇠에 놓이는 것을 놓치지 않는 것을 배우는 것이면 된다고 말하였다. 1919년 최초의 파시즘 청소년 단체인 《청년 파시스트 선봉대》(이탈리아어: Avanguardie Giovanili Fasciste)가 창립되었으며 1922년에는 대학생을 대상으로 《대학 파시스트 그룹》(이탈리아어: Gruppi Universitari Fascisti)이 설립되었다.
로마 진군 이후 무솔리니가 집권하자 파시스트들은 학교를 통해 자신들의 이념을 이탈리아 사회에 전파하고자 하였다. 무솔리니는 아르디티의 방식으로 "청년의 육체와 정신의 관점을 재조직하는" 레나토 리치의 교육안의 시행을 승인하였다. 리치는 스카우트의 창설자인 로버트 베이든 포웰에게 염감을 받아 독일의 예술가 바우하우스와 함께 영국을 방문하여 포웰과 만났다. 무솔리니는 1926년 4월 3일 통합 파시스트 청소년 단체인 《오페라 나쇼날레 발릴라》(이탈리아어: Opera Nazionale Balilla, ONB, 전국소년회)의 창립을 승인하였다. 리치는 이후 11년간 ONB의 총재를 맡았다. ONB는 8세부터 18세까지의 청소년을 대상으로 하였으며 유년대인 《발릴라》와 청소년대인 《아방가르디스티》(이탈리아어: Avanguardisti, 선봉대)로 나뉘어 운영되었다.
무솔리니는 "파시스트의 교육은 도덕적, 육체적, 사회적, 군사적으로 다음과 같은 목표를 달성하여야 한다. 즉, 우리 파시즘의 관점에서 보았을 때 완전하고 조화로운 인간을 길러야 한다"라고 파시스트 교육의 목표를 제시하였다. 무솔리니는 이를 위해 유년기의 정서 함양을 강조하였다. 무솔리니는 다음과 같이 청소년 교육을 강조하였다. "유년기와 사춘기는 마치 …… 그들에게 콘서트를 보여주고 이론을 학습시키며 추상적인 훈육을 실시하는 것이 다가 아니다. 진실로 그들의 환상, 그들의 심장, 무엇보다도 그들의 마음을 움직일 수 있도록 교육하여야 우리는 교육의 목적에 다다를 수 있을 것이다."
파시스트 교육은 이상주의와 합리주의를 반대하였다. 그들은 "행동과 선례를 통한 교육적 가치의 정착"을 중요시 여겼으며 ONB를 파시스트 교육 기구로 활용하였다. 한편 이러한 활동을 통해 청소년 단체는 무솔리니에 대한 개인 숭배 도구로 전락하였다.

### 외교 정책
무솔리니는 자신의 정치 경력을 쌓기 시작하던 시기에 주장하던 제국주의에 반대하는 평화주의에서 팽창적 국가주의로 외교정책을 급선회하였다. 무솔리니는 유럽과 세계를 호령하는 위대한 이탈리아를 추구하였다. 그는 1923년에 이미 케르키라섬을 침공하였다. 얼마 지나지 않아 무솔리니는 알바니아에 괴뢰 정권을 세우는 데 성공하였으며 1912년 지배력을 상실하였던 리비아에 대한 지배를 재개하였다. 지중해를 마레 노스트룸(이탈리아어: Mare Nostrum, 우리 바다)로 만드는 것은 무솔리니의 오랜 숙원이었다. 그는 지중해 제패를 위해 그리스 레로스 섬에 해군 기지를 구축하였다. 이를 기점으로 무솔리니가 추진한 1925년의 로카모 조약과 1933년의 4강 협정은 그를 유능한 "정치가"로 인정하는 근거가 되었다.
무솔리니는 1935년까지 스트레사 전선 계획에 따라 서방 측과 공조하여 독일을 견제하였다. 그러나 무솔리니는 제2차 이탈리아-에티오피아 전쟁을 일으켜 에티오피아를 침략하면서 그간의 외교관계를 극적으로 전환하여 독일의 편에 선다.

### 스포츠 정책
무솔리니는 자신의 지지도를 높이기 위한 수단으로 1934년 FIFA 월드컵을 적극적으로 활용했다. 무솔리니는 1930년 FIFA 월드컵에서 놀라운 활약을 펼친 아르헨티나 축구 국가대표팀에 훌륭한 축구선수가 많다는 소문을 듣고 아르헨티나 축구 국가대표팀에서 루이스 몬티, 엔리케 과이타, 라이문도 오르시 등의 여러 선수들을 이탈리아 축구 국가대표팀의 일원으로 편입시켰다. 그리고 무솔리니는 이 월드컵으로 추축국의 파시즘을 대대적으로 홍보하였으며 이 월드컵에서는 상대팀 락커룸에 군대를 파견해서 총칼로 위협하고 한편으로는 이탈리아의 경기가 시작하기 전에 해당경기에 참여하는 심판에게 거액의 돈을 지불하는 등 갖은 수단과 방법을 모두 동원하여 결국 1934년 FIFA 월드컵에서 조국을 우승시키고야 말았다. 이에 이탈리아에게 패해서 준우승을 차지한 체코슬로바키아 축구 국가대표팀 선수들은 "살아서 경기장을 빠져나올 수 있어서 다행이다."라는 말을 남겼다.
또한 이 여파로 인해 아르헨티나 축구 국가대표팀은 뛰어난 선수들을 잃는 것을 막기 위해서 1라운드에서 한참이나 실력이 낮은 스웨덴 축구 국가대표팀에게 실력이 형편없는 선수들로 내보내서 고의로 패배했다.
이 월드컵에서 무솔리니는 자신의 독재 때문에 악에 받쳐있는 관중들에게 "이탈리아를 위해 죽어라!"라고 그라운드를 향해 외치도록 했으며 이 월드컵 우승으로 무솔리니의 지지도는 한동안 상승했다.

### 에티오피아 침략

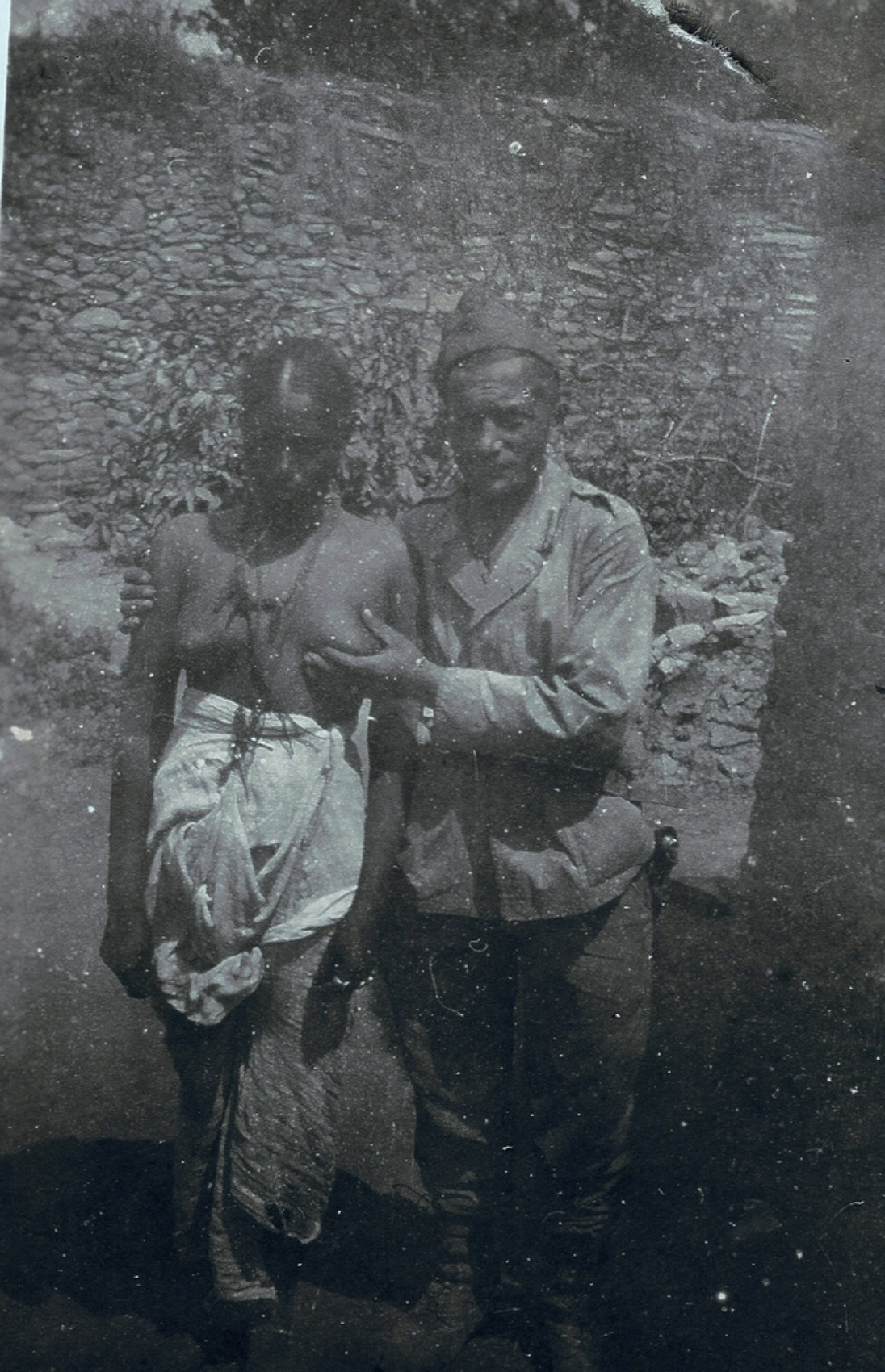
에티오피아 여성을 희롱하고 있는 이탈리아 군인

이탈리아 제국은 스스로를 신로마 제국으로 칭하기 시작하였다. 팽창주의를 추구한 이탈리아 파시즘은 결국 에티오피아를 침략한다. "아비시니아"(라틴어: Abissinia, 에티오피아의 라틴어 이름)에 대한 이탈리아 군대의 침공은 공습을 앞세우고 신속히 진행되었으며 얼마 지나지 않아 이탈리아는 제2차 이탈리아-에티오피아 전쟁의 승리를 선포한다. 에티오피아 제국의 하일레 셀라시에 1세는 영국으로 망명하였다. 이탈리아 군은 에티오피아의 수도 아디스 아바바를 점령하고 에티오피아를 병합하여 이탈리아령 동아프리카로 개칭하였다. 이로써 유럽의 열강들이 앞다투어 아프리카에 식민지를 만들던 이른바 아프리카 분할이 완료되었다. 20세기 세계 각지에서는 식민지에 반대하는 독립 운동이 한창이었고 이탈리아의 침략 행위는 비난받았다. 또한 전쟁 과정에서 무솔리니의 지시에 의해 이탈리아가 사용한 머스터드가스, 포스겐과 같은 독가스는 대표적인 반인륜적 무기 사용으로 지목되었다.
에티오피아의 부왕으로 임명된 로돌포 그라시아니의 공식 축하연에서 에티오피아 저항 세력은 폭탄을 투척하였고, 이일을 계기로 이탈리아 군은 에티오피아 저항 세력을 무자비하게 소탕하였다. 적십자는 이탈리아군이 포로까지 처형하고 있으며 전투원뿐만 아니라 에티오피아 민간인이 거주하고 있는 천막 구역을 무차별 폭격하고 있다고 보고하였다. 에티오피아의 저항을 봉쇄하기 위한 이탈리아군의 동아프리카 작전은 1941년 연합국의 군대가 에티오피아에 들어올 때까지 계속되었다.

### 스페인 내전

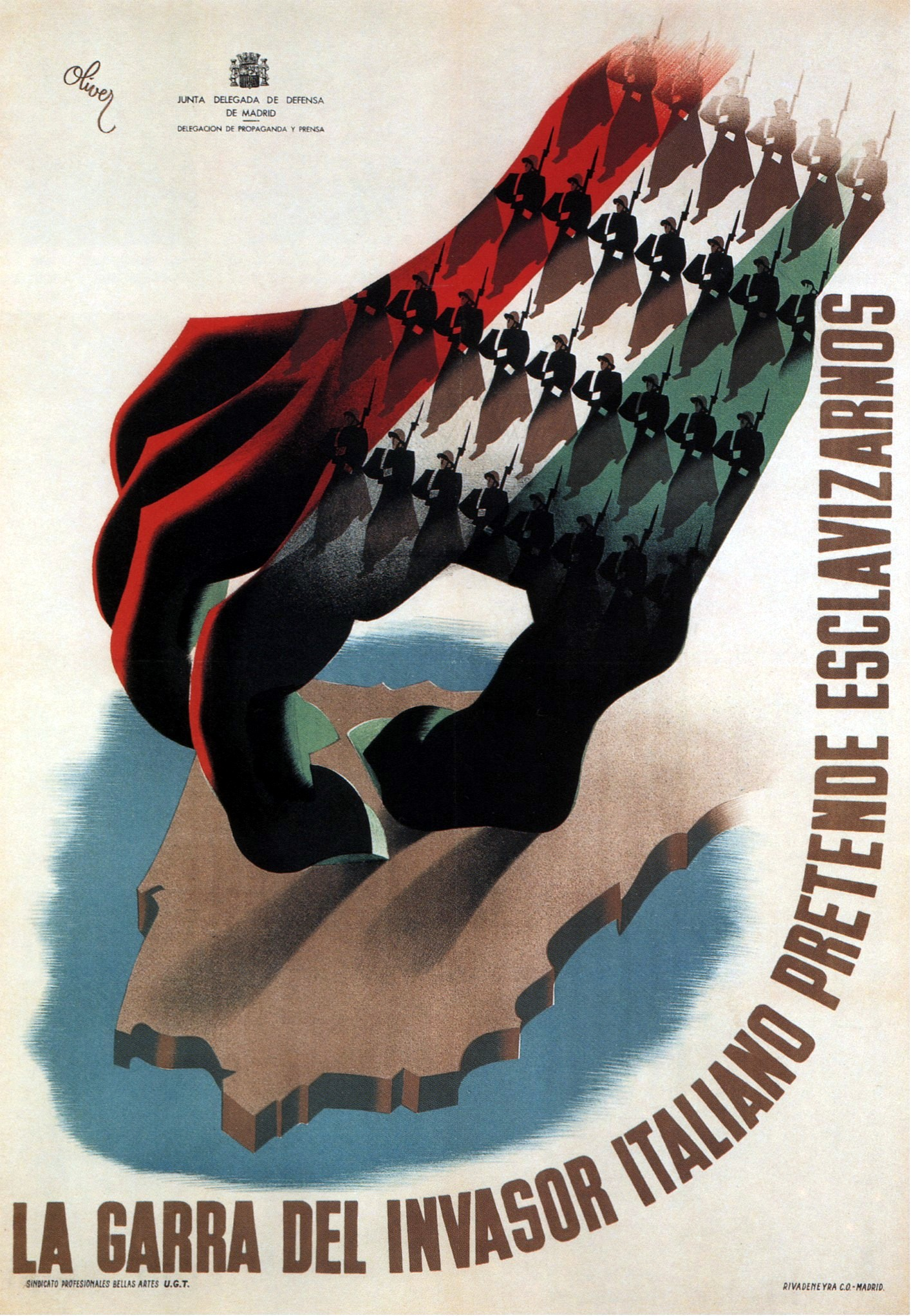
이탈리아의 스페인 내전 개입을 비난하는 스페인 공화국의 포스터

이탈리아는 반종교주의, 특히 반가톨릭주의로부터 가톨릭교회를 보호한다는 명분으로 스페인 내전에 개입하였다. 1936년 7월 21일 무솔리니는 공군 전투비행단 선발대를 스페인으로 파견하였다. 이탈리아군은 1936년부터 1939년까지 프랑코를 지원하였다. 이 결과 이탈리와와 프랑스, 영국의 관계는 회복될 수 없을 정도로 악화되었고 무솔리니는 아돌프 히틀러와 동맹을 맺게 되었다.
1936년 무솔리니는 히틀러와 "로마-베를린 축"을 결성하는 것을 비밀리에 합의하였다. 이후 이탈리아는 1938년 뮌헨 협정에서 "유럽의 평화를 위한다"며 독일이 주데텐란트를 포위하는 것을 도왔고, 1939년 나치 독일의 오스트리아 합병과 체코슬로바키아 개입 등에서 독일을 지지하였다. 1939년 무솔리니는 이른바 "강철 조약"을 통해 독일과 이탈리아가 "축"을 이루는 추축국의 결성을 공식화하였다. 한편 반파시스트 저항 세력인 TIGR은 1938년 코바리드에서 무솔리니의 암살을 기도하였으나 실패하였다.

## 추축국

### 대독 관계

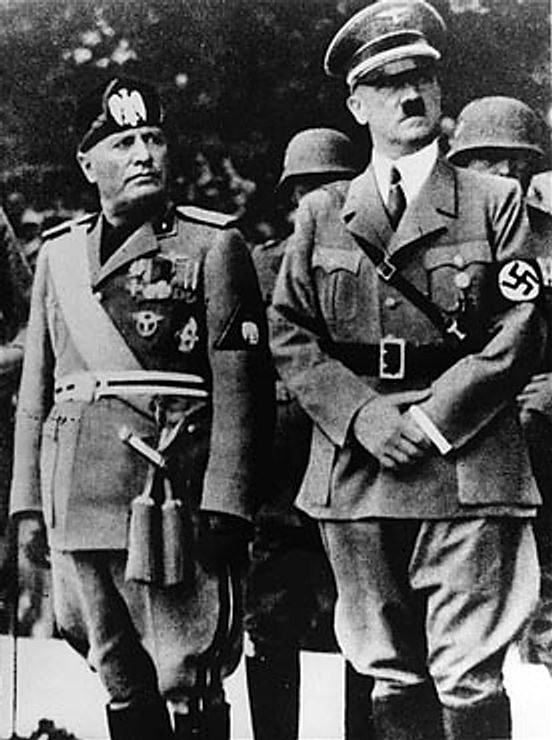
무솔리니와 히틀러

초기 무솔리니와 히틀러는 경쟁관계에 있었다. 1933년 나치 독일이 오스트리아 파시즘의 지도자이자 무솔리니의 우군이었던 엥겔베르트 돌푸스를 암살하자 무솔리니와 히틀러의 사이는 매우 악화되었다. 또한 무솔리니는 히틀러의 인종차별에 대해 탐탁하지 않게 여겼으며 다양한 인종들이 이탈리아화되는 이탈리아 제국을 건설하고자 하였다. 무솔리니는 나치가 추구하는 우생학이나 인종 선별에 의한 아리아인의 제국 건설은 불가능한 것이라 생각했다. 무솔리니는 독일이 이탈리아인을 일종의 몽골 인종으로 취급하려 한다며 힐난하였고 순혈주의는 결국 독일 스스로를 약화시킬 것이라 비꼬았다. 1934년 나치 독일이 독일 여권에 아리아인과 유대인을 명기하기 시작하자 무솔리니는 다음과 같은 말로 "독일 인종"을 부정하였다.
| “ | 하지만, 인종이라니? 독일 인종이란 게 따로 있나? 있기나 했었나? 있을 수 있나? 실제이든지, 신화속이든지 아니면 이론가의 말장난이든지? 아, 그래. 우리는 대답해 줘야겠지. 독일 인종이란 것은 없어. 말도 안되는 소리. 황당하구만. 다시 말하지만 그런 건 없어. 우리는 그런거 없다고 하는데, 과학자도 있다고 하고 히틀러도 있다고 하는구만. | ” |
|   | — 무솔리니, 1934년 |   |

독일계 유대인 저널리스트 에밀 루트비그가 무솔리니에게 인종에 대한 견해를 묻자 그는 이렇게 답했다.
| “ | 인종! 그건 실제하는 것이 아니라 그런 느낌을 갖는 것일 뿐이다. 최소한 95 퍼센트는 그렇다. 나는 오늘날 어디에서도 순수한 혈통을 지닌 인종을 찾을 수 없다고 본다. 독일 사람 중에 자신이 순수한 튜턴 족이라 자신있게 말할 사람이 어디있나? 고비노는 프랑스 사람이고, 휴스턴 스튜어트 체임벌린은 영국 사람이고, 볼트만은 유대인이고, 라푸즈는 또 다른 프랑스 사람이고 그런거지. | ” |
|   | — 무솔리니, 1933년 |   |

히틀러와 대립할 당시 무솔리니는 이와 같이 나치의 약점을 꼬집었지만, 1928년 그 스스로는 다른 의미에서 인종간 갈등을 강조한 바 있다.
| “ | 피를 흘리며 싸우는 향상된 새 세대의 진격 앞에 낡은 세대의 도시와 국가는 패퇴될 수밖에 없을 것이다. 이러한 일은 비단 도시와 국가에서만이 일어나는 것이 아니다. (우리가 저지하지 못 한다면) 전체 백인이 모든 서방 인종이 다른 피부색을 가진 인종에 의해 잠식되고 말 것이고, 급기야 우리는 우리가 어떤 인종이었는지도 알지 못하게 될 것이다. | ” |
|   | — 무솔리니, 1928년 |   |

실제로 이탈리아 파시즘은 1920년대에서 1934년까지 인종에 대한 자신의 견해를 수시로 바꾸었다. 이탈리아 파시즘은 원칙적으로 이탈리아 유대인을 이탈리아 사회의 구성원으로 파악하였다. 무솔리니는 "로마 왕정이래 유대인은 이탈리아에 거주하여 왔고 지금도 그렇다"고 말하였다. 유대인 중에는 에토레 오바사와 같이 국가 파시스트당에 입당한 사람도 있었다. 1935년 오바사는 유대인 파시스트 신문 《라 노스트라 반디에라》(이탈리아어: La Nostra Bandiera, 우리의 깃발)을 창간하였다.
1938년 히틀러와 각별한 사이가 된 무솔리니는 나치를 뒤쫓아 인종주의 정책을 시행하였다. 이탈리아 파시즘의 인종 헌장은 나치의 뉘른베르크법을 모델로 하여 제정되었으며 이탈리아 시민과 유대인을 분리하는 것을 골자로 하였다. 독일의 영향을 받아 만들어진 새로운 법률에 대해 대부분의 이탈리아인들이 찬성하지 않았다. 교황 비오 12세는 무솔리니에게 인종차별을 반대하는 서한을 보냈다.
1943년 12월 무솔리니는 부르노 스팜파나토에게 보내는 편지에서 인종헌장은 자신의 의지와는 반하는 것이었으나 독일의 비위를 맞춰주기 위해 어쩔 수 없이 시행한 것이라 변명하였다.
한편 무솔리니는 새롭게 이탈리아 제국에 편입된 아랍 세계에서 이슬람을 존중하였다. 때문에 리비아의 일부 무슬림들은 무솔리니를 "이슬람의 보호자"라 칭송하기도 하였다.

### 강철 조약과 고조되는 전운
무솔리니는 프랑스의 식민지였던 튀니지를 이탈리아령으로 하려는 야심을 갖고 있었다. 1939년 4월 세계의 이목이 독일의 체코슬로바키아 침공에 쏠려있는 틈을 타 이탈리아는 알바니아를 침공하였다. 알바니아는 5일 만에 점령되었으며 국왕 아흐메트 조그 1세는 망명하였다. 1939년 5월 독일과 이탈리아는 "양국의 우호와 동맹"을 약속하는 이른바 "강철 조약"을 체결하여 추축국을 결성하였다. 이탈리아의 국왕 비토리오 에마누엘레 3세는 전통적인 우방 프랑스를 버리고 독일을 택한 이 조약에 우려를 표명하였다.
히틀러가 폴란드를 침략할 의사를 드러내자 이탈리아의 외무장관 갈레아초 치아노는 이것이 곧바로 연합국과의 확전으로 확대될 것이라 경고하였다. 히틀러는 치아노의 경고를 무시하면서 독일은 영국, 프랑스를 충분히 격퇴시킬 수 있으며 이탈리아가 독일의 폴란드 점령을 지지하지 않을 경우 독일 역시 이탈리아의 유고슬라비아 왕국 점령을 지지하지 않을 것이라 답했다. 무솔리니는 이탈리아의 전쟁 준비가 충분치 않다고 여겼지만 이탈리아 제국의 건설을 위해서는 세계대전이 불가피하다고 생각했다. 에마누엘레 3세는 이에 대해 중립적인 입장을 취했다. 1939년 9월 1일 나치 독일이 폴란드를 침공하자 영국과 프랑스가 독일에 대해 즉각 선전포고를 함으로써 제2차 세계대전이 시작되었다. 이탈리아는 즉각적으로 참전하지는 않았다.

### 전쟁 선포

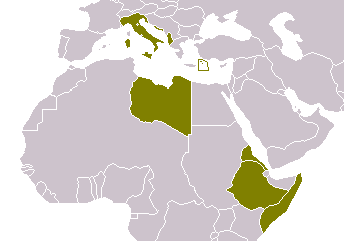
1940년 이탈리아 제국의 영토

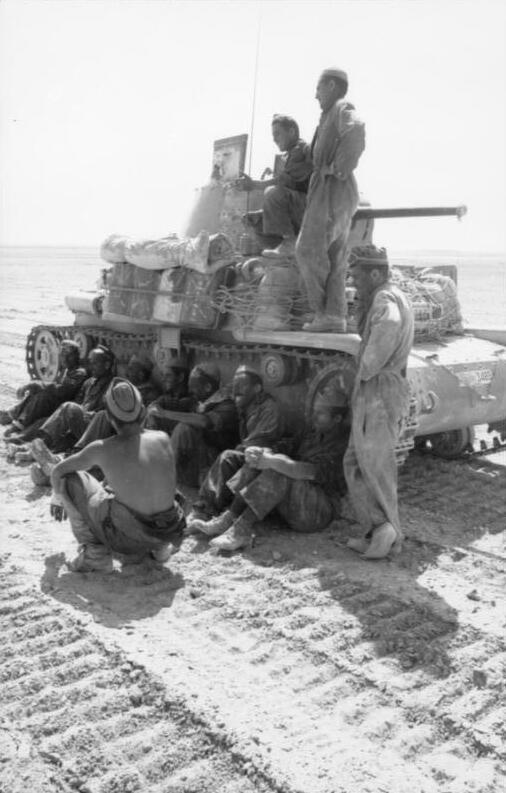
북아프리카 전선의 이탈리아군

제2차 세계대전이 시작될 무렵 치아노와 영국의 에드워드 우드와 긴급 전화를 개설해 놓고 있었다. 영국은 이탈리아가 제1차 세계대전에서와 같이 연합국의 일원으로 독일에 대항해 주기를 희망하였다. 프랑스는 이탈리아에 대해 이미 적대적 입장을 취하고 있었으며 리비아에서 이탈리아와 교전할 명분을 찾고 있었다. 그러나 1939년 9월까지 프랑스 정가의 다수는 이탈리아와 대화 통로를 찾기 위해 애를 썼으며 코르시카, 니스, 사부아 등에서 회담을 갖자고 제안하였다. 무솔리니는 이에 대해 일절 응답하지 않았다.
| “ | 두체의 만수무강을 기원하오. 그만이 이탈리아를 둘러싸고 있는 모든 적들과 당당히 맞서 제국의 목표를 실현하고 있으니! | ” |
|   | — 아돌프 히틀러, 1939년 11월 말                                                                                    |   |

1940년 상반기가 되자 전황은 독일에게 유리하게 돌아가고 있었다. 무솔리니는 독일의 승전으로 전쟁이 조속히 종결되리라 판단하였고 1940년 6월 영국과 프랑스에 전쟁을 선포하였다. 이탈리아는 독일의 우군으로서 프랑스 공방전에 뛰어들었다. 이탈리아가 참전한 지 11일 뒤 프랑스는 추축국에 항복하였다. 이 동안 무솔리니의 이탈리아령 동아프리카는 영국과 프랑스의 식민지로 진격하였다. 이 전쟁을 동아프리카 전역이라 부르며, 이탈리아군은 수단, 케냐, 영국령 소말릴란드같은 영국의 동아프리카 식민지들을 공격했다. 1940년 8월 3일 영국령 소말릴란드가 이탈리아령 아프리카에 편입되었으며 얼마 지나지 않아 케냐와 수단도 같은 처지가 되었다.
한 달 뒤 로돌포 그라치아니 장군 휘하의 이탈리아 10 군은 영국군을 추격하여 이탈리아령 리비아에서 이집트까지 진군하는 서부 사막 작전을 전개하였다. 이틸리아군은 사막 횡단에 성공하였으나 시디 바라니에서 대기하고 있던 수송대가 붙잡히는 사건이 발생하여 진군을 중지할 수밖에 없었다. 1940년 10월 25일 무솔리니는 영국 본토 항공전에 나선 독일을 지원하기 위해 이탈리아 공군을 벨기에에 두 달 동안 파견하였다. 같은 달 무솔리니는 이탈리아군을 그리스로 보내 그리스-이탈리아 전쟁을 일으켰다. 개전 초기에는 이탈리아가 승리하는 듯하였으나 곧이어 그리스군의 강력한 반격이 시작되었고 이탈리아는 알바니아의 4분의 1을 포기하여야만 하였다. 이에 독일은 곧바로 지원군을 발칸반도로 파견하여 연합국과 교전하였다.
1941년 아프리카 전선에서 컴파스 작전이 시작되어 이탈리아군은 막대한 피해를 입고 리비아로 후퇴하였다. 또한 저항군의 반격을 제압하지 못하고 지속되고 있던 동아프리카에서도 연합군의 반격에 직면하였다. 이탈리아군은 영국과 프랑스가 주를 이룬 연합군과 싸운 케렌 전투에서 패배하였다. 아프리카의 이탈리아군은 곤다르 전투에서 대패한 후 수세적 입장으로 바뀌었다. 이러한 상황에서도 무솔리니는 최후의 승리는 파시즘의 것이라며 다음과 같이 큰소리 쳤다. "빵먹고 술마시고 빵먹고 술마시고 그러라고 하자. 적들이 전투 한 번 이겼다고 해도 쓸데없는 짓거리에 불과한 것이다. 영국은 가망없는 위선을 떨고 있다. 두고보면 그들이 더 이상 위선을 떨지 못하는 때가 온다는 것을 알게 될 것이다." 그러나 무솔리니의 큰소리와는 달리 이탈리아는 더 이상 아프리카 전선을 지탱할 수 없는 지경에 이르렀고 결국 독일이 아프리카 군단을 파병하게 된다. 이 동안 유고슬라비아에서 벌어진 마리타 작전을 끝으로 추축국은 그리스 공방전에서 승리한다. 1941년 6월 바르바로사 작전이 시작되자 무솔리니는 소련에 대한 전쟁을 선포하고 군대를 진군시켰다. 이후 일본제국이 진주만 사건을 일으키자 이탈리아는 미국에도 전쟁을 선포하였다.

### 실각과 체포
1942년 이후 전황은 이탈리아에게 불리하게 돌아갔다. 제2차 엘 알라마인 전투에서 추축국은 크게 패하였으며 동부 전선에서도 대대적인 후퇴가 계속되고 있었다. 연합군의 시칠리아 침공이 시작되자 이탈리아는 패배를 눈앞에 두게 되었다.. 연합국의 이탈리아 본토 폭격이 시작되었고 공장이 온전한 곳도 석유, 석탄과 같은 자원을 공급받지 못하였다. 여기에 더해 곡물 수급이 중단되자 곡물 가격이 폭등하였다.
1943년이 되자 무솔리니의 선전술은 더 이상 사람들의 마음을 붙잡아 둘 수 없었다. 많은 사람들이 바티칸 라디오나 라디오 런던을 들으며 전황을 파악하고 있었다. 3월이 되자 이탈리아 북부 공업도시에서 1925년 이래 최대의 파업이 시작되었다. 또한 최대의 공업도시 밀라노와 토리노는 공습을 피해 노동자 가족들을 소개하면서 생산이 멈췄다. 사람들은 이탈리아를 대하는 독일의 태도로 인해 이를 묵인하는 무솔리니를 반대하기 시작했다. 시칠리아에 연합국이 상륙하자 사람들은 자유주의의 회복을 열렬히 환영하였다.
일찍이 무솔리니는 아프리카 전선과 튀니지에서 패퇴하자 히틀러에게 스탈린과 평화 조약을 맺고 서부 전선으로부터 공격해오는 연합국과의 전쟁에 집중해줄 것을 간청하였다. 아프리카와 튀니지를 얻은 드와이트 D. 아이젠하워가 겨눌 다음 목표는 당연히 이탈리아 반도 본토가 될 것이기 때문이었다. 시칠리아에 연합국이 상륙한 지 며칠이 지난 후 무솔리니는 해외 군대의 회군을 지시하였다. 이에 놀란 히틀러는 7월 19일 이탈리아 북부에서 무솔리니와 회동하였다. 무솔리니는 그 자리에서 자신이 더 이상 독일의 말만 따르지는 않을 것이라 분명히 하였다. 무솔리니는 이날 역사상 최초로 로마가 폭격을 당했다는 최악의 소식을 들었다.
이러한 상황에서 이탈리아 파시스트 정부의 일부가 무솔리니에 대한 반대를 표명하기 시작하였다. 그들 중에는 그란디와 함께 무솔리니의 사위였던 갈레아초 치아노도 포함되어 있었다. 7월 24일 파시스트 대의회는 전쟁을 시작한 후 최초로 "두체"를 소환하였다. 그 자리에서 무솔리니가 독일이 남부에서 철군하려한다고 보고하자 그란디는 무솔리니를 신랄하게 비판하였다. 그란디는 무솔리니의 불신임을 요청하였고 대의회는 19 대 7로 이를 가결하였다. 그러나 무솔리니는 파시스트 대의회는 자문 기관일 뿐 자신의 입지에 대한 어떠한 결정도 무효라 주장하며 다음날 평소와 다름없이 업무를 보았다. 그날 오후 국왕 비토리오 에마누엘레 3세는 무솔리니를 왕궁으로 불러 해임을 통고하였다. 무솔리니는 해명하려 하였으나 국왕은 이를 일축하고 후임자로 피에트로 바돌리오 원수를 내정하였음을 통지하였다. 무솔리니는 왕궁을 나오자마자 근위대에 의해 체포되었다.
무솔리니에 대한 불만이 사회 전반에 팽배하여 있었기 때문에 그의 체포 소식에 반발하는 사람은 없었다. 이탈리아 정부는 무솔리니의 행방을 독일이 알아차리지 못하도록 비밀 유지에 힘쓰면서 그를 아브루초주의 산악지대인 캄포 임페라토레에 격리시켜 구금하였다. 새로 출범한 바돌리오 정부는 이탈리아에 주둔하고 있던 독일군의 반발을 의식해 출범 즉시 "이탈리아는 여전히 독일의 우방"이라는 성명을 발표하면서 사회 혼란을 잠식시키고자 하였다. 그러나 바돌리오는 이러한 성명과는 달리 출범 이틀 만에 국가 파시스트당을 해산시켰고 연합국과의 휴전 협상을 개시하여 1943년 9월 3일 휴전 조약을 체결하였다. 바돌리오 정부의 휴전 조약 발표는 이탈리아 전역을 혼란으로 몰고 갔으며 내전의 조짐마저 보였다. 이러한 상황은 로마에서도 마찬가지였으며 비토리오 이마누엘레 3세와 바돌리오는 폭동을 피하여 로마를 떠나야 하였다. 잠시 동안의 무정부 상태가 있은 뒤 바돌리오 정부는 10월 13일 몰타에서 나치 독일에 대한 선전포고를 발표하였다. 그러나 상당수의 이탈리아군은 여전히 파시스트가 장악하고 있었으며 새 정부의 명령은 받아들여지지 않았다. 바돌리오 정부를 지지하여 움직인 군대는 수 천명에 불과하였다. 바돌리오 정부는 좌익 계열의 이탈리아 파르티잔과 연대하여 독일에 맞서게 되었다.

### 망명정부

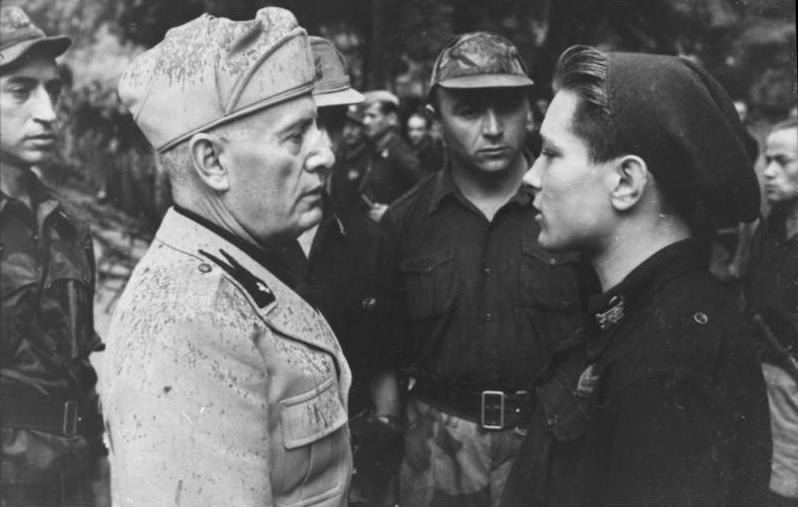
1944년 병사와 대화를 나누고 있는 무솔리니

그란 사쏘 산맥의 호텔 캄포 임페라토레에 연금되었던 무솔리니는 1943년 9월 12일 나치 독일 무장 친위대의 대위인 오토 스코르체니가 이끄는 공수부대와 친위대로 편성된 72명의 구조대에 의해 구출된다. 무솔리니의 구출과 함께 이탈리아로 진군한 독일군은 왕가와 내각인사를 체포하고 무솔리니의 권력을 회복시키고자 하였으나 실패하였다.
구출 당시 무솔리니는 건강이 매우 악화되어 있었다. 히틀러는 무솔리니를 오스트프로이센으로 데려와 회동하였다. 히틀러는 그 자리에서 무솔리니가 이탈리아로 돌아가 파시스트 국가를 재건하기를 바라면서 독일군이 밀라노, 제노바, 토리노 등을 점령할 수 있을 것이라 밝혔다. 이에 동의한 무솔리니는 1943년 9월 23일 살로에서 이탈리아 사회 공화국의 수립을 선포하고 망명 정부의 수반이 된다. 그러나 이 망명 정부는 나치 독일의 이탈리아 전선 유지를 위한 명분에 불과한 괴뢰 정권이었으며 실제적인 정부로서 기능하지는 못했다. 무솔리니는 새로운 정부를 세우자 자신을 배반한 파시스트 대의회의 요인 몇 명을 처형하였다. 무솔리니의 사위 갈레아초 치아노도 이때 처형되었다. 이 기간 동안 무솔리니는 1928년 출판하였던 자서전의 개정판 《나의 흥망》을 집필하는 데 많은 시간을 들였다.
| “ | 그렇다. 나는 끝났다. 내 별은 떨어져 버렸다. 나는 지금에도 최선을 다하고 있으나 결말은 이미 나있다. 모든 것에 초연하고 단호한 자세로 나는 비극의 결말을 기다리고 있다. 나는 더 이상 무대위의 배우가 아니라 한낱 구경꾼에 지나지 않는다. | ” |
|   | — 무솔리니, 1945년 1월 몰리에(Madeleine Mollier)와의 인터뷰 중에서. |   |

## 죽음
1945년 4월 전쟁의 패색이 짙어지자 무솔리니는 연인이었던 클라라 페타치와 함께 탈출을 시도한다. 그는 스위스를 거쳐 스페인으로 망명할 생각이었다. 4월 27일 공산주의 계열의 파르티잔인 제52 가리발디 여단 정치부 소속 우르바노 라차노는 코모호 인근의 마을 동고에서 무솔리니와 페타치를 체포하였다. 체포 당시 무솔리니는 독일군으로 위장한 병사들과 함께 독일 장교의 복장을 하고 있었다.
무솔리니와 페타치는 메체그라로 연행되어 데 마리아 가족의 집에서 마지막 밤을 보냈다. 이튿날 파르티잔은 무솔리니에 대한 재판을 진행하고 그와 페타치를 총살하였다. 처형 기록에는 무솔리니의 총살을 지휘한 사람이 "발레리오 대령"이라 되어있다. 발레리오 대령의 실명은 왈테르 아우디시오이었으며 무솔리니를 처형한 후 이 사실을 《전국 민주 평의회》에 통지하였다. 처형 당일 아우디시오는 무솔리니가 구금되어 있는 집으로 가서 "나는 당신을 구하러 왔다. 무기를 갖고 있는 사람은 없나?"라고 말하며 무솔리니를 안심시킨 뒤 차에 태워 마을 교외로 데리고 나갔다. 아우디시오는 으슥한 곳에서 무솔리니에게 "내려"라고 명령했다. 무솔리니와 페타치는 서로를 끌어안고 공터에 서있었다. 아우디시오는 먼저 페타치를 쏘았다. 페타치가 쓰러지자 무솔리니는 재킷을 열고 "가슴에 쏴라"라고 말했으며 아우디시오는 무솔리니의 가슴을 관통시켰다. 무솔리니는 쓰러졌으나 숨이 끊어지지는 않았다. 아우디시오는 다가가 가슴에 다시 한 발을 쏘았다. 무솔리니는 몹시 고통스러워하였다. 아우디시오는 그의 운전병에게 "저 작자 좀 봐, 이제야 얼굴에 감정이란게 나타나는군"이라고 말했다. 무솔리니와 함께 있었던 병사들은 그날 밤 총살되었다.

### 시체

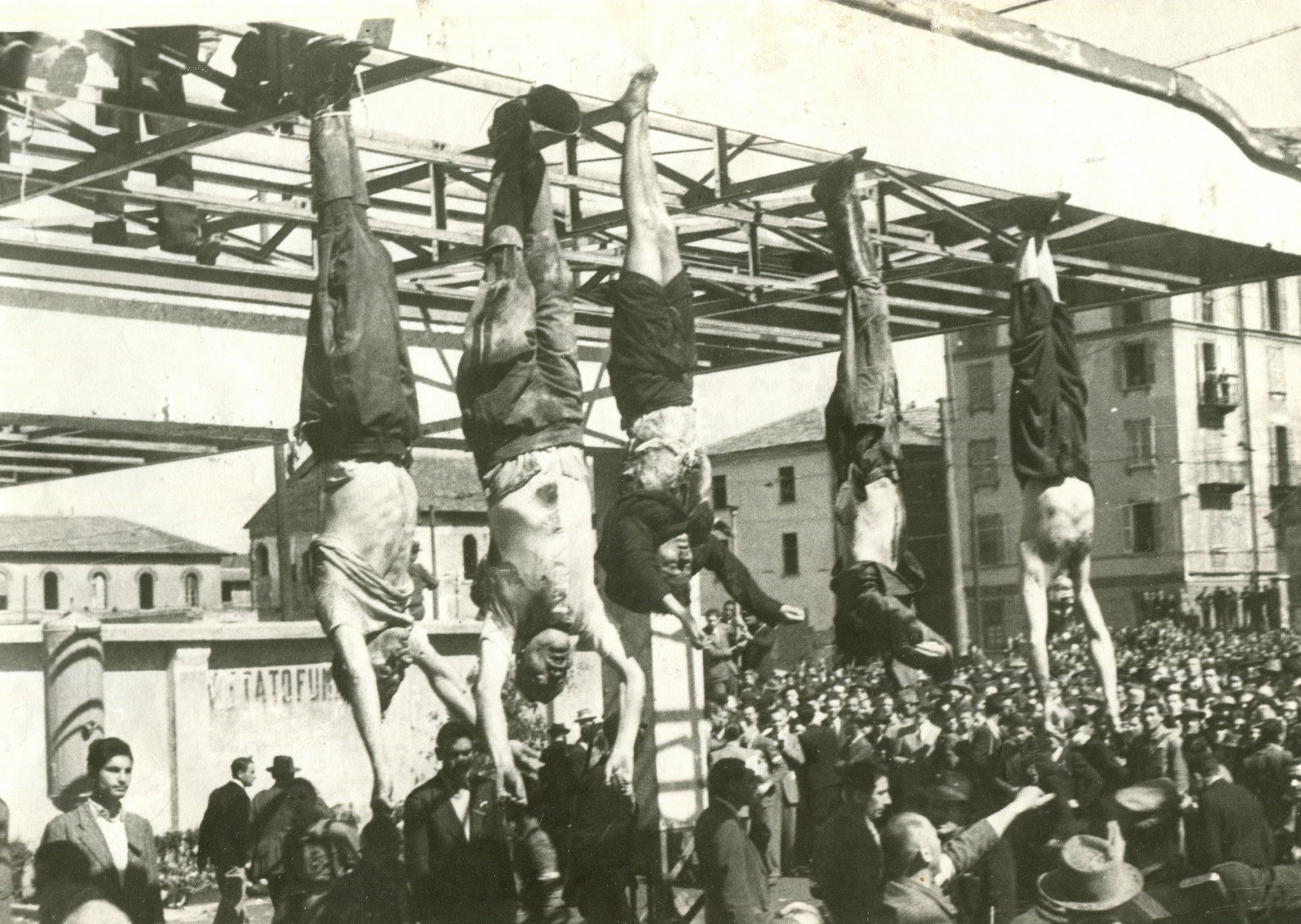
1945년 밀라노의 피아잘레 로레토에 있는 무솔리니를 포함하여 왼쪽에서 오른쪽으로, 무솔리니, 클라라 페타치, 알레산드로 파볼리니, 아킬레 스타라체의 시체들이 천장에 매달려 있었다.

1945년 4월 29일 무솔리니와 페타치, 그리고 함께 처형된 파시스트들의 시체는 트럭에 실려 밀라노로 보내졌다. 새벽 3시 그들의 시체가 일라노의 피아자 로레토에 내려졌다. 그곳은 일전에 파시스트당에 의해 15명의 반파쇼 운동가가 처형된 곳이었다. 수많은 군중에 의해 차이고 짓밟힌 그들의 시체는 주유소 지붕에 거꾸로 매달렸다.
같은 날 한때 "무솔리니가 신이다."라는 발언을 한 파시스트 왕당파 아실레 스타라체 역시 붙잡혀 처형된 뒤 무솔리니가 매달린 피아자 로레토로 실려왔다. 파르티잔들은 곳곳에 숨거나 저항하던 파시스트들을 붙잡아 처형하였으며 그들의 시체를 여기에 거꾸로 매달아 두었다.

## 사생활

### 가족
- 아버지 : 알레산드로 무솔리니
- 어머니 : 로사 무솔리니
  - 남동생 : 아놀도 무솔리니(Arnaldo Mussolini), (1885~1931)
- 전처 : 이다 달세르(Ida Dalser), 군인[70] (1880~1937)
  - 아들 : 베니토 알비노 달세르(Benito Albino Dalser), (1915~1942)
- 후처 : 라켈레 무솔리니(Rachele Mussolini), (1890~1979)
  - 딸 : 에다 무솔리니 또는 에다 키아노(Edda Mussolini, Edda Ciano), (1910~1995)
  - 아들 : 비토리오 무솔리니(Vittorio Mussolini), (1916~1997)
  - 아들 : 브루노 무솔리니(Bruno Mussolini), 군인 (1918~1941)
  - 아들 : 로마노 무솔리니(Romano Mussolini), 화가·피아니스트·예술인(1927~2006)
    - 손녀 : 알레산드라 무솔리니, 정치인(1962년 12월 30일~)
      - 외증손자 : 로마노 플로리아니 무솔리니, 축구 선수(2003년 1월 27일~)

  - 딸 : 안나 마리아 무솔리니(Anna Maria Mussolini), (1929~1968)
- 정부 : 클라라 페타치(1912년 2월 28일~1945년 4월 28일)

### 후손
연좌제도에 의해 정계 진출이 제한된 독일의 히틀러 일가나 호엔촐레른 왕가와 달리 무솔리니의 후손들은 연좌제의 적용을 받지 않았다. 후처인 도너 리첼은 1979년 천수를 다하고 89세로 사망하였으며 아들 로마노 무솔리니는 화가와 피아니스트로 활동했다. 로마노의 딸인 알레산드라 무솔리니는 모델로 활동하다가 정계에 입문하여 우익 정치인으로 활동하고 있고, 그녀가 2차 대전 시절 자신의 외조부가 유대인들과 희랍인들에게 저질렀던 대학살 전범 과거사를 부정하고 다니면서 이탈리아 파시즘 전범사를 옹호하는 행보를 많이 보이고 있어서, 당시 무솔리니에게 당했던 대표적인 피해국들인 그리스, 이스라엘, 에티오피아 입장에게 상당히 불쾌한 시선을 받는다. 알레산드라의 이모는 이탈리아의 영화배우 소피아 로렌이다.
알레산드라의 아들(무솔리니의 외증손자) 로마노는 축구 선수이다. 현재 소속팀은 SS라치오이다.

## 기타
아르투로 토스카니니의 공연을 보러 온 무솔리니가 토스카니니에게 파시스트 찬가를 작곡할 것을 부탁하자 토스카니니는 그 자리에서 뛰쳐나가 결국 무솔리니가 고집을 굽혔다 한다.
스포츠를 매우 좋아했으며 특히 축구를 좋아했는데 자신이 좋아하는 축구를 이용하여 파시즘을 홍보하려고 노력했으며 그 결과 1934년 FIFA 월드컵이 변질되는 계기가 되었다. 훗날 그의 증손자가 정말로 축구 선수가 되었다.
그의 이름 베니토는 멕시코가 대통령과 황제가 공존하던 괴상한 시절에 대통령을 했던 베니토 후아레스의 이름에서 따왔다. 하지만 두 사람은 어떤 면에서는 정반대였는데 베니토 후아레스는 같은 나라에서 황제를 했던 막시밀리아노 1세를 총살한 반면 베니토 무솔리니는 제2차 세계대전에서 추축국이 패망하자 체포된 후 총살당했다.

## 같이 보기
| - 제1차 세계 대전 - 제2차 세계 대전 - 파시스트 - 파시스트당 - 파시즘 - 검은 셔츠단 - 사회주의 - 비토리오 에마누엘레 3세 - 클라라 페타치 | - 삼국 동맹 - 살러시 페렌츠 - 샤를 드골 - 아돌프 히틀러 - 이오시프 스탈린 - 쇼와 천황 - 프란시스코 프랑코 - 알레산드라 무솔리니 - 롬바르디아 - 민족사회주의 독일 노동자당 | - 민족사회주의 - 로마 - 아르투로 토스카니니 - 1934년 FIFA 월드컵 - 공산주의 |

## 주해
1. ↑  무솔리니를 찬양하는 포스터
2. ↑  파쇼는 고대 로마 정무관의 권력을 상징하는 도끼를 함께 묶은 속간(束幹) 즉 나무 다발을 뜻한다. 19세기 이후 이탈리아 노동운동에서 단결 또는 결사를 의미하는 말로 쓰였다.
3. ↑  무솔리니가 사회주의와 결별하게 된 직접적인 원인은 이탈리아 사회당이 리비아 침략에 중립적 태도를 취하자 이를 비판한 데 있었다.
4. ↑  무솔리니는 사회주의와 결별한 후 영국의 후원을 받아 정치를 시작하였다.
5. ↑  그러나 아랍 세계 전반은 이탈리아를 비롯한 유럽 열강의 식민지 정책에 맞서 줄기차게 투쟁하였다.
6. ↑  아프리카에서의 패배가 찔끔찔끔 내주는 사소한 것이라는 의미